# 廣瀬直船堂
廣瀬直船堂（ひろせちょくせんどう）とは、千葉県船橋市にある歴史的建造物である。
2016年（平成28年）4月1日に、同市にある船橋大神宮の灯明台とともに、景観重要建造物に指定された。現在でも菓子店として使われている。

## 概要
1918年（大正7年）に建築された、木造2階建て、切妻造瓦葺の建物。間口4間半、奥行4間で、軒を張り出した出桁造である。
周辺の家屋が近代化・高層化する中で建て替えられることなく、建築当時の姿を現在に残している。

## 所在地
千葉県船橋市本町3-6-1

## アクセス
- 京成本線　京成船橋駅　徒歩6分
- JR中央・総武線　船橋駅　徒歩9分